# Gilson Menezes
Gilson Luiz Correia de Menezes (Miguel Calmon, 16 de julho de 1949 — São Bento do Sul, 23 de fevereiro de 2020) foi um líder sindical e político brasileiro. Foi o primeiro prefeito eleito do Partido dos Trabalhadores (PT), quando venceu as eleições de 1982 para a prefeitura de Diadema, município do estado de São Paulo, com 23.310 votos. Permaneceu no cargo entre 1983 e 1988 e novamente eleito em 1997, permanecendo até 2000. Também foi vice-prefeito da cidade entre 2009 e 2012, pelo PSB.

## Mandatos
Em seu mandato a frente da administração de Diadema, instituiu o "orçamento participativo", tornando-se uma prática comum nas gestões petistas posteriores.
Também foi deputado estadual, na Assembleia Legislativa de São Paulo, em dois mandatos.

## Biografia
Nasceu em Miguel Calmon, situada no interior do estado da Bahia. Aos 11 anos de idade, mudou-se com os pais para a cidade de Diadema, no estado de São Paulo. Foi metalúrgico de profissão, trabalhando na fábrica da Scania e da Petri. Tornou-se um dos líderes do sindicado local e liderou a histórica greve da Scania em 1979.
Foi um dos fundadores do Partido dos Trabalhadores.

### Morte
Morreu em São Bento do Sul, no dia 23 de fevereiro de 2020, em decorrência de problemas renais.